# Lindbotorp
Linbotorp är en bebyggelse sydväst om Björkebergs kyrka i Björkebergs socken i Linköpings kommun. Från 2015 avgränsar SCB här en småort. Fram till 2015 räknades bebyggelsen som en del av småorten Björkeberg.